# Wapen van Gouvy

Het wapen van Gouvy.

Het wapen van Gouvy is het heraldisch wapen van de Luxemburgse gemeente Gouvy. Het wapen werd op 12 februari 1980 bij Koninklijk Besluit aan de gemeente toegekend.

## Geschiedenis
Het wapen van Gouvy is het oude wapen van haar deelgemeente Cherain (toegekend op 24 december 1962). Dit wapen verwees naar de voormalige heren van Cherain, met name graaf Jan de Rivière d'Arschot de Zaluski, die ook heer van Houffalize was, en Leonard Bernard, baron van Hayne en Houffalize, heer van Neufchâteau.

## Blazoen
Het huidige wapen heeft de volgende blazoenering:
Écartelé : aux 1 et 4 parti à dextre de gueules à un bélier passant d’argent (qui est de Zaluski) à senestre d’argent à trois fleurs de lis de sable au pied posé (qui est de Rivière d’Arschot) ; aux 2 et 3 d’argent à cinq fasces de gueules, au lion d’or armé et lampassé de gueules (qui est de Hayne).
Gevierendeeld : 1. en 4. gedeeld rechts in keel een gaande ram (dit is de Zaluski) links in zilver drie lelies met staande voet van sabel (dit is de Rivière d'Arschot) , 2. en 3. in zilver met vijf dwarsbalken van keel, een leeuw van goud genageld en getongd van keel (dit is de Hayne).— Koninklijk Besluit van 12 februari 1980.

## Verwante wapens

Wapen van de familie Junosza, waarvan de familie de Zaluski afstamde.
Wapen van de familie de Rivière d'Arschot.